# Fedele Fischetti

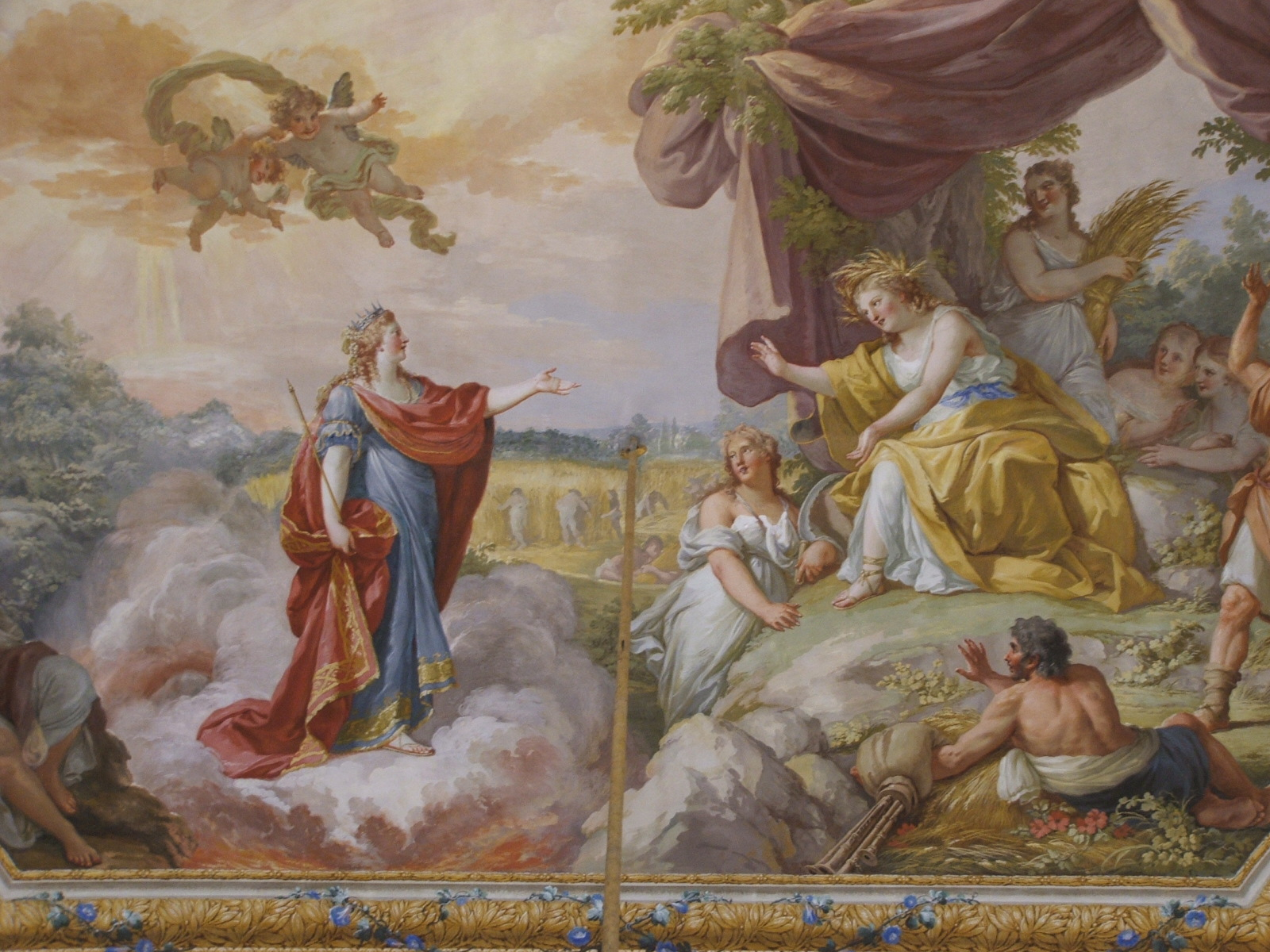
Affreschi nella Sala dell'Estate, nella Reggia di Caserta

Fedele Fischetti (Napoli, 30 marzo 1732 – Napoli, 25 gennaio 1792) è stato un pittore italiano. Come per molti artisti suoi contemporanei, i suoi dipinti sono caratterizzati da soggetti allegorici o narranti scene sacre, bibliche e mitologiche.

## Biografia
Iniziò la carriera con la decorazione di oggetti come scrigni e carrozze, diventando poi famoso per i suoi lavori in chiese e palazzi nobiliari. Fra questi, a Napoli, si possono ricordare quelli ancora esistenti dei palazzi Cellamare, Carafa di Maddaloni (residenza del principe Alfonso d'Aragona), Caracciolo di Torella, Doria d'Angri, Palazzo di Sangro di Casacalenda, Caracciolo di Sant' Eramo e delle ville Patrizi e Campolieto (quest' ultima sita a Ercolano), della Reggia di Capodimonte (si tratta di due affreschi staccati in seguito a un resecamento subito dal Palazzo di Sangro di Casacalenda e lì ricollocati), quella di Carditello, del Palazzo Reale e quelli perduti di Palazzo Orsini di Gravina, Palazzo Zevallos, Palazzo Carafa di Roccella, eccetera.
Contribuì ampiamente a decorare la Reggia di Caserta con diversi affreschi fra cui: quelli nel bagno della regina Maria Carolina, rappresentanti l'Aurora e la Venere adornata dalle Grazie (oltre ai medaglioni rappresentanti Le Grazie, Diana e Atteone, la Nascita di Venere ed Episodi del mito di Atteone); l'affresco di Proserpina che durante L'Estate ritorna dal regno dei morti della madre Cerere nella Sala dell'Estate (insieme a Paolo Fabris); Borea che rapisce Orizia nella Sala dell'Inverno (Insieme a Filippo Pascale).
Opera di Fischetti è anche l'affrescatura della sala da pranzo del Belvedere di San Leucio, in provincia di Caserta, una decorazione citata da Johann Wolfgang von Goethe in una delle sue opere. Nella chiesa di Santa Caterina da Siena dipinse sulla volta la Gloria di Santa Caterina, mentre nella tribuna affresca l'Eterno e gli Evangelisti e nelle lunette sugli altari raffigurò le Virtù Cardinali e le Virtù Teologali; oltre a queste vi sono delle tele con la Circoncisione (all'interno della terza cappella a destra) e La Vergine, la Maddalena e Santa Caterina.
Un altro celebre dipinto di Fischetti è il Trionfo di Lamba Doria, olio su tavola che funge da bozzetto per il grande affresco nella volta della sala ellittica del palazzo Doria d'Angri; la tavola è conservata a Londra nella Private Collection Agnew's.
Dei vari figli, almeno tre (Alessandro, Odoardo e Roberto) si dedicarono alla pittura. Inoltre, capitanò una fiorente bottega dalla quale uscirono alcuni validi pittori, tra cui Raffaele Gioia, Paolo Girgenti e Giuseppe Camerata.

## Opere
- Il ritorno vittorioso di Lamba Doria a Genova, affresco, Palazzo Doria d'Angri, Napoli.
- Apollo e le Muse, affresco, Palazzo Cellammare, Napoli.
- Giunone che si reca da Eolo chiedendogli di liberare i venti per distruggere le navi troiane, affresco, Palazzo Caracciolo di Sant'Eramo, Napoli.
- Allegoria della Pace, olio su tela, Bari Pinacoteca della Città Metropolitana "Giaquinto".
- Allegoria dell'età dell'oro, disegno preparatorio, New York Cooper - Hewitt Museum.
- Ascensione di Santa Caterina, con intorno la Trinità, la Vergine, San Domenico e altri santi domenicani, affresco della volta della navata, Napoli Chiesa di Santa Caterina da Siena.
- Caduta di Simon Mago, olio su tela, Napoli Chiesa dello Spirito Santo.
- Caduta di Saul, olio su tela 1759, Napoli Chiesa dello Spirito Santo.
- La toilette di Maria Carolina come Venere, affresco della volta, Caserta Palazzo Reale, Boudoir della regina.
- Il Nome di Maria, olio su tela del 1767, Avellino Chiesa di San Francesco Saverio.
- Natività della Vergine, olio su tela del 1760, Napoli Chiesa di Santa Maria in Portico.
- Madonna con Bambino tra Sant'Antonio da Padova e San Gennaro, olio su tela, Napoli Chiesa dello Spirito Santo.
- Maria Regina dell'Universo, olio su rame del 1790, Avellino MdAO - Museo d'Arte.
- Passione di Cristo, olio su tela, Napoli Chiesa di Santa Caterina da Siena.
- Presentazione al tempio, olio su tela 1760, Napoli Chiesa dello Spirito Santo.
- Presentazione della Vergine al tempio, olio su tela, Napoli Chiesa di Santa Maria la Nova.
- Profeti, affresco alla cupola 1780, Napoli Chiesa dell'Annunziata.
- Sacra Famiglia, olio su tela del 1763, Benevento Chiesa di Santa Teresa.
- San Giuseppe e il Gesù Bambino, olio su tela, Avellino Chiesa di San Francesco Saverio.
- Scene della vita di Bacco, affresco, San Leucio galleria del casino.
- Sogno di Alessandro, bozzetto ad olio su tela, Hangierì Museo d'arte.
- Sposalizio della Vergine, olio su tela del 1775, Napoli Chiesa di Santa Maria la Nova.
- Storia dell'arcangelo Raffaele, olio su tela del 1770, Portici Chiesa della Congrega del Ritiro dell'Addolorata.
- Storie di Alessandro Magno, strappo d'affresco, Napoli Museo Nazionale di Capodimonte.
- Tre Grazie, affresco, Caserta Palazzo Reale, appartamento della regina.
- Trionfo di Bacco e Arianna, affresco, San Leucio galleria del casino.
- Vergine con i santi Anna, Carlo Borromeo e Girolamo, olio su tela 1773, Napoli, Campania - Italia - Chiesa dello Spirito Santo.
- Ercole e Onfale (1785 - 1790), Museo di Capodimonte, Via Miano, 2, Napoli, Campania - Italia - secondo piano, sala 106.
- Vergine con Gesù Bambino tra gli angeli con Santa Margherita di Antiochia e San Giovanni Battista, tela d'altare 1791, Angri (Salerno), Campania - Italia - Collegiata di San Giovanni Battista - Confraternita di Santa Margherita di Antiochia Vergine e Martire - stanza del cappellone.